# Nya Tungomålsgillet
Nya tungomålsgillet var en ideell förening med ca 1 200 medlemmar (2003) som grundades 1986 och lades ned 2008. Föreningen var inspirerad av Tungomålsgillet, en kortlivad svensk förening från 1740-talet. Ordförande var Bernt Olsson, Malmköping. Av deras stadgar framgick att gillet "skall verka för en rik, fantasifull och för alla begriplig svenska, bekämpa avsiktlig språkmisshandel och motverka social skiktning av språket. Det skall även verka för dialekternas fortlevnad och erkänna och respektera minoritetsspråken i Sverige. Nya tungomålsgillet skall vara religiöst och partipolitiskt obundet samt alltid vägledas av humana och demokratiska ideal." Föreningen gav ut tidningen Målföret med fyra nummer per år.